# 三角平方數
三角平方數是既是三角形數，又是平方數的數。三角平方數有無限個，可以由以下公式求得：
{\displaystyle N_{k}={1 \over 32}\left[\left(1+{\sqrt {2}}\right)^{2k}-\left(1-{\sqrt {2}}\right)^{2k}\right]^{2}}
找尋三角平方數的問題可用以下方法簡化成佩爾方程。每個平方數的形式為{\displaystyle m^{2}}，三角形數的則為{\displaystyle {\frac {n(n-1)}{2}}}。於是求n, m使得：
{\displaystyle {\frac {n(n-1)}{2}}=m^{2}}
{\displaystyle n(n-1)=2m^{2}}
{\displaystyle n^{2}-n+{\frac {1}{4}}=2m^{2}+{\frac {1}{4}}}
{\displaystyle 4n^{2}-4n+1=8m^{2}+1}
{\displaystyle (2n-1)^{2}=8m^{2}+1}
設{\displaystyle k=2n-1}，{\displaystyle p=2m}，代入之，得方程{\displaystyle k^{2}=2p^{2}+1}。
第{\displaystyle k}個三角平方數{\displaystyle N}等於第{\displaystyle s}個平方數及第{\displaystyle t}個三角形數，它們的關係為
{\displaystyle s(N)={\sqrt {N}}}
{\displaystyle t(N)=\lfloor {\sqrt {2N}}\rfloor }
{\displaystyle t}可以由下面的方式得出：
{\displaystyle t(N_{k})={1 \over 4}\left\{\left[\left(1+{\sqrt {2}}\right)^{k}+\left(1-{\sqrt {2}}\right)^{k}\right]^{2}-\left[1+(-1)^{k}\right]^{2}\right\}}
{\displaystyle N}亦可用遞歸的方式求得：
{\displaystyle N_{0}=0}
{\displaystyle N_{1}=1}
{\displaystyle N_{k}=34N_{k-1}-N_{k-2}+2}
當{\displaystyle k}越大，{\displaystyle {\tfrac {t}{s}}}就會趨近{\displaystyle {\sqrt {2}}}：
{\displaystyle {\begin{matrix}N=1&s=1&t=1&{\frac {t}{s}}=1\\N=36&s=6&t=8&{\frac {t}{s}}=1.3333333\\N=1225&s=35&t=49&{\frac {t}{s}}=1.4\\N=41616&s=204&t=288&{\frac {t}{s}}=1.4117647\\N=1,413,721&s=1189&t=1681&{\frac {t}{s}}=1.4137931\\N=48,024,900&s=6930&t=9800&{\frac {t}{s}}=1.4141414\\N=1,631,432,881&s=40391&t=57121&{\frac {t}{s}}=1.4142011\end{matrix}}}
它們實際上是「為偶數的佩爾數」的一半再平方的值。

## 相關問題
大衛·蓋爾曾提出一條問題：求對於哪些n，使得1,2,3,4...,n這個數列中，存在一個數s，在s之前的數之和跟在s之後的數之和相等。例如1,2,3,...,8中，6就是這樣的一個數，1+2+3+4+5=7+8
解答：
根據題意列方程，得到s(s-1)/2 = (s+n+1)(n-s)/2
s2 = n(n+1)/2
當第n個三角形數是平方數時，就符合題目的條件。（參考：Puzzles Column of The Emissary (Fall2005)）